# 4 Heures d'Estoril 2015
Navigation
Édition précédente Édition suivante
Les 4 Heures d'Estoril 2015, disputées le 18 octobre 2015 sur l'Circuit d'Estoril, sont la septième édition de cette course, la deuxième sur un format de quatre heures, sont la cinquième et dernière manche de l'European Le Mans Series 2015.

## Engagés
La liste officielle des engagés est composée de 30 voitures, dont 10 en LMP2, 5 en LMP3, 9 en LMGTE et 6 en GTC.

## Course

### Classement de la course
Voici le classement provisoire au terme de la course.
- Les vainqueurs de chaque catégorie sont signalés par un fond jauni.
- Pour la colonne Pneus, il faut passer le curseur au-dessus du modèle pour connaître le manufacturier de pneumatiques.

| Pos  | Classe | no | Écurie                 | Pilotes                                                                   | Châssis                      | Pneus | Tours | Temps               |
| Pos  | Classe | no | Écurie                 | Pilotes                                                                   | Moteur                       | Pneus | Tours | Temps               |
| ---- | ------ | -- | ---------------------- | ------------------------------------------------------------------------- | ---------------------------- | ----- | ----- | ------------------- |
| 1    | LMP2   | 46 | Thiriet par TDS Racing | Pierre Thiriet Ludovic Badey Nicolas Lapierre                             | Oreca 05                     | D     | 137   | 4 h 00 min 01 s 077 |
| 1    | LMP2   | 46 | Thiriet par TDS Racing | Pierre Thiriet Ludovic Badey Nicolas Lapierre                             | Nissan VK45DE 4.5 L V8 Atmo  | D     | 137   | 4 h 00 min 01 s 077 |
| 2    | LMP2   | 41 | Greaves Motorsport     | Gary Hirsch Jon Lancaster Björn Wirdheim                                  | Gibson 015S                  | D     | 137   | + 1 min 15 s 677    |
| 2    | LMP2   | 41 | Greaves Motorsport     | Gary Hirsch Jon Lancaster Björn Wirdheim                                  | Nissan VK45DE 4.5 L V8 Atmo  | D     | 137   | + 1 min 15 s 677    |
| 3    | LMP2   | 21 | AF Racing              | Mikhail Aleshin Kirill Ladygin Viktor Shaytar                             | BR Engineering BR01          | M     | 137   | + 1 min 36 s 090    |
| 3    | LMP2   | 21 | AF Racing              | Mikhail Aleshin Kirill Ladygin Viktor Shaytar                             | Nissan VK45DE 4.5 L V8 Atmo  | M     | 137   | + 1 min 36 s 090    |
| 4    | LMP2   | 38 | Jota Sport             | Simon Dolan Filipe Albuquerque Harry Tincknell                            | Gibson 015S                  | D     | 136   | + 1 tour            |
| 4    | LMP2   | 38 | Jota Sport             | Simon Dolan Filipe Albuquerque Harry Tincknell                            | Nissan VK45DE 4.5 L V8 Atmo  | D     | 136   | + 1 tour            |
| 5    | LMP2   | 20 | AF Racing              | Maurizio Mediani Nicolas Minassian David Markozov                         | BR Engineering BR01          | M     | 136   | + 1 tour            |
| 5    | LMP2   | 20 | AF Racing              | Maurizio Mediani Nicolas Minassian David Markozov                         | Nissan VK45DE 4.5 L V8 Atmo  | M     | 136   | + 1 tour            |
| 6    | LMP2   | 33 | Eurasia Motorsport     | Nick de Bruijn Pu Jun Jin (en)                                            | Oreca 03R                    | D     | 135   | + 2 tours           |
| 6    | LMP2   | 33 | Eurasia Motorsport     | Nick de Bruijn Pu Jun Jin (en)                                            | Nissan VK45DE 4.5 L V8 Atmo  | D     | 135   | + 2 tours           |
| 7    | LMP2   | 25 | Algarve Pro Racing     | Michael Munemann James Winslow Andrea Roda                                | Ligier JS P2                 | D     | 131   | + 6 tours           |
| 7    | LMP2   | 25 | Algarve Pro Racing     | Michael Munemann James Winslow Andrea Roda                                | Nissan VK45DE 4.5 L V8 Atmo  | D     | 131   | + 6 tours           |
| 8    | LMP2   | 40 | Krohn Racing           | Tracy Krohn Niclas Jönsson Olivier Pla                                    | Ligier JS P2                 | M     | 131   | + 6 tours           |
| 8    | LMP2   | 40 | Krohn Racing           | Tracy Krohn Niclas Jönsson Olivier Pla                                    | Judd HK 3.6 L V8 Atmo        | M     | 131   | + 6 tours           |
| 9    | LMGTE  | 52 | BMW Team Marc VDS      | Henry Hassid Jesse Krohn Andy Priaulx                                     | BMW Z4 GTE (en)              | D     | 129   | + 8 tours           |
| 9    | LMGTE  | 52 | BMW Team Marc VDS      | Henry Hassid Jesse Krohn Andy Priaulx                                     | BMW 4.4 L V8 Atmo            | D     | 129   | + 8 tours           |
| 10   | LMGTE  | 99 | Aston Martin Racing    | Andrew Howard Jonathan Adam Alex MacDowall                                | Aston Martin V8 Vantage GTE  | D     | 128   | + 9 tours           |
| 10   | LMGTE  | 99 | Aston Martin Racing    | Andrew Howard Jonathan Adam Alex MacDowall                                | Aston Martin 4.5 L V8 Atmo   | D     | 128   | + 9 tours           |
| 11   | LMGTE  | 86 | Gulf Racing UK         | Michael Wainwright Adam Carroll Phil Keen                                 | Porsche 911 RSR              | D     | 128   | + 9 tours           |
| 11   | LMGTE  | 86 | Gulf Racing UK         | Michael Wainwright Adam Carroll Phil Keen                                 | Porsche 4.0 L Flat-6 Atmo    | D     | 128   | + 9 tours           |
| 12   | LMGTE  | 55 | AF Corse               | Duncan Cameron Matt Griffin Aaron Scott                                   | Ferrari 458 Italia GT2       | D     | 128   | + 9 tours           |
| 12   | LMGTE  | 55 | AF Corse               | Duncan Cameron Matt Griffin Aaron Scott                                   | Ferrari 4.5 L V8 Atmo        | D     | 128   | + 9 tours           |
| 13   | LMGTE  | 60 | Formula Racing         | Johnny Laursen Mikkel Mac Andrea Rizzoli                                  | Ferrari 458 Italia GT2       | D     | 127   | + 10 tours          |
| 13   | LMGTE  | 60 | Formula Racing         | Johnny Laursen Mikkel Mac Andrea Rizzoli                                  | Ferrari 4.5 L V8 Atmo        | D     | 127   | + 10 tours          |
| 14   | LMP3   | 2  | Team LNT               | Michael Simpson Gaëtan Paletou                                            | Ginetta-Juno P3-15           | M     | 127   | + 10 tours          |
| 14   | LMP3   | 2  | Team LNT               | Michael Simpson Gaëtan Paletou                                            | Nissan VK50 5.0 L V8 Atmo    | M     | 127   | + 10 tours          |
| 15   | LMGTE  | 56 | AT Racing              | Alexander Talkanitsa, Jr. Alexander Talkanitsa, Sr. Alessandro Pier Guidi | Ferrari 458 Italia GT2       | D     | 127   | + 10 tours          |
| 15   | LMGTE  | 56 | AT Racing              | Alexander Talkanitsa, Jr. Alexander Talkanitsa, Sr. Alessandro Pier Guidi | Ferrari 4.5 L V8 Atmo        | D     | 127   | + 10 tours          |
| 16   | LMP3   | 9  | Graff                  | Eric Trouillet Garry Findlay Thomas Accary                                | Ligier JS P3                 |       | 126   | + 11 tours          |
| 16   | LMP3   | 9  | Graff                  | Eric Trouillet Garry Findlay Thomas Accary                                | Nissan VK50 5.0 L V8 Atmo    |       | 126   | + 11 tours          |
| 17   | LMP3   | 3  | Team LNT               | Chris Hoy Charlie Robertson                                               | Ginetta-Juno P3-15           | M     | 125   | + 12 tours          |
| 17   | LMP3   | 3  | Team LNT               | Chris Hoy Charlie Robertson                                               | Nissan VK50 5.0 L V8 Atmo    | M     | 125   | + 12 tours          |
| 18   | GTC    | 63 | AF Corse               | Marco Cioci Ilya Melnikov Giorgio Roda                                    | Ferrari 458 Italia GT3       | D     | 125   | + 12 tours          |
| 18   | GTC    | 63 | AF Corse               | Marco Cioci Ilya Melnikov Giorgio Roda                                    | Ferrari 4.5 L V8 Atmo        | D     | 125   | + 12 tours          |
| 19   | GTC    | 59 | TDS Racing             | Eric Dermont Dino Lunardi Franck Perera                                   | BMW Z4 GT3                   | D     | 125   | + 12 tours          |
| 19   | GTC    | 59 | TDS Racing             | Eric Dermont Dino Lunardi Franck Perera                                   | BMW 4.4 L V8 Atmo            | D     | 125   | + 12 tours          |
| 20   | GTC    | 64 | AF Corse               | Mads Rasmussen Filipe Barreiros Francisco Guedes                          | Ferrari 458 Italia GT3       | D     | 125   | + 12 tours          |
| 20   | GTC    | 64 | AF Corse               | Mads Rasmussen Filipe Barreiros Francisco Guedes                          | Ferrari 4.5 L V8 Atmo        | D     | 125   | + 12 tours          |
| 21   | GTC    | 62 | AF Corse               | Thomas Flohr Francesco Castellacci Stuart Hall                            | Ferrari 458 Italia GT3       | D     | 124   | + 13 tours          |
| 21   | GTC    | 62 | AF Corse               | Thomas Flohr Francesco Castellacci Stuart Hall                            | Ferrari 4.5 L V8 Atmo        | D     | 124   | + 13 tours          |
| 22   | GTC    | 77 | TF Sport               | Salih Yoluç Euan Hankey Richie Stanaway                                   | Aston Martin V12 Vantage GT3 | D     | 123   | + 14 tours          |
| 22   | GTC    | 77 | TF Sport               | Salih Yoluç Euan Hankey Richie Stanaway                                   | Aston Martin 4.5 L V8 Atmo   | D     | 123   | + 14 tours          |
| 23   | LMP3   | 15 | SVK par Speed Factory  | Konstantīns Calko (en) Jésus Fuster Dainius Matijošaitis                  | Ginetta-Juno P3-15           | M     | 123   | + 14 tours          |
| 23   | LMP3   | 15 | SVK par Speed Factory  | Konstantīns Calko (en) Jésus Fuster Dainius Matijošaitis                  | Nissan VK50 5.0 L V8 Atmo    | M     | 123   | + 14 tours          |
| 24   | LMGTE  | 51 | AF Corse               | Peter Mann Andrea Bertolini Matteo Cressoni                               | Ferrari 458 Italia GT2       | D     | 122   | + 15 tours          |
| 24   | LMGTE  | 51 | AF Corse               | Peter Mann Andrea Bertolini Matteo Cressoni                               | Ferrari 4.5 L V8 Atmo        | D     | 122   | + 15 tours          |
| 25   | LMGTE  | 88 | Proton Competition     | Christian Ried Richard Lietz Sebastian Asch                               | Porsche 911 RSR              | D     | 100   | + 37 tours          |
| 25   | LMGTE  | 88 | Proton Competition     | Christian Ried Richard Lietz Sebastian Asch                               | Porsche 4.0 L Flat-6 Atmo    | D     | 100   | + 37 tours          |
| Abd. | LMP2   | 48 | Murphy Prototypes      | Michael Lyons Nathanaël Berthon Mark Patterson                            | Oreca 03R                    | D     | 111   |                     |
| Abd. | LMP2   | 48 | Murphy Prototypes      | Michael Lyons Nathanaël Berthon Mark Patterson                            | Nissan VK45DE 4.5 L V8 Atmo  | D     | 111   |                     |
| Abd. | GTC    | 68 | Massive Motorsport     | Casper Elgaard Simon Møller Kristian Poulsen                              | Aston Martin V12 Vantage GT3 | D     | 82    |                     |
| Abd. | GTC    | 68 | Massive Motorsport     | Casper Elgaard Simon Møller Kristian Poulsen                              | Aston Martin 4.5 L V8 Atmo   | D     | 82    |                     |
| Abd. | LMGTE  | 66 | JMW Motorsport         | Robert Smith Rory Butcher (en) James Calado                               | Ferrari 458 Italia GT2       | D     | 69    |                     |
| Abd. | LMGTE  | 66 | JMW Motorsport         | Robert Smith Rory Butcher (en) James Calado                               | Ferrari 4.5 L V8 Atmo        | D     | 69    |                     |
| Abd. | LMP3   | 5  | Villorba Corse         | Roberto Lacorte Giorgio Sernagiotto                                       | Ginetta-Juno P3-15           | M     | 46    |                     |
| Abd. | LMP3   | 5  | Villorba Corse         | Roberto Lacorte Giorgio Sernagiotto                                       | Nissan VK50 5.0 L V8 Atmo    | M     | 46    |                     |
| Abd. | LMP2   | 29 | Pegasus Racing         | Léo Roussel David Cheng Jonathan Coleman                                  | Morgan LMP2                  | M     | 9     |                     |
| Abd. | LMP2   | 29 | Pegasus Racing         | Léo Roussel David Cheng Jonathan Coleman                                  | Nissan VK45DE 4.5 L V8 Atmo  | M     | 9     |                     |

## Pole position et record du tour
- Pole position : Filipe Albuquerque sur n°38 Jota Sport en 1 min 43 s 510
- Meilleur tour en course : Harry Tincknell sur n°38 Jota Sport en 1 min 33 s 077 au 5e tour.

## Tours en tête
Tours en tête
- no 38 Gibson 015S - Jota Sport : 41 tours (1-32 / 41-49)
- no 21 BR Engineering BR01 - AF Racing : 37 tours (33-40 / 57-79 / 86-91)
- no 41 Gibson 015S - Greaves Motorsport : 13 tours (50-56 / 80-85)
- no 46 Oreca - Thiriet par TDS Racing : 46 tours (92-137)

## À noter
- Longueur du circuit : 4,182 km
- Distance parcourue par les vainqueurs : 572,930 km